# Abel Goujon
Abel Goujon (* 31. Dezember 1794 in Saint-Germain-en-Laye, Département Yvelines; † 27. April 1834 ebenda) war ein französischer Buchhändler und Buchdrucker.

## Leben
Abel Goujon war ein Sohn des französischen Buchhändlers Michel Goujon. Nach dem Abschluss seiner Schulausbildung arbeitete er in einer von seinen Eltern in Paris gegründeten Buchhandlung. Um 1810 siedelte er nach dem Tod seines Vaters zusammen mit seiner Mutter Charlotte-Ursule Demyannée (1769–1833) wieder nach Saint-Germain-en-Laye über, wo seine Mutter die Buchhandlung fortsetzte. In dieser verlegte er die Werke seines Vaters und war auch selbst schriftstellerisch tätig. Im August 1824 übernahm er nach Ausstellung des entsprechenden Diploms von seiner Mutter die Leitung der Buchhandlung.
Nachdem die von Goujon angestrebte Übernahme der Buchdruckerlizenz eines verstorbenen Berufskollegen abgelehnt worden war und sein 1828 erneut eingebrachter Antrag ihn mit den Erben des Verschiedenen in Streit gebracht hatte, zahlte er diesen den Wert jener Lizenz in der Höhe von 8000 Francs und erhielt daraufhin im Februar 1829 die Erlaubnis zur Ausübung des Buchdruckergewerbes. Ab September 1829 durfte er auch Lithografien verlegen. Der Buchdrucker und Schriftsteller Théodiste Lefèvre arbeitete mindestens von 1829 bis 1834 für ihn als Faktor. Im Februar 1831 legte Goujon seine Buchhändlerlizenz zurück. Er starb am 27. April 1834 im Alter von 39 Jahren in Saint-Germain-en-Laye.
Als Autor verfasste Goujon u. a. anziehend geschriebene und lange Zeit beliebte Werke auf dem Gebiet der Erziehungswissenschaft, die den damaligen französischen Begriffen von Anstand und Höflichkeit vollkommen genügten:
- Manuel de l’homme du bon ton, ou cérémonial de la bonne compagnie, comprenant des notions sur la manière de faire les honneurs d’une table, sur l’art de dépecer, et terminé par un choix des plus jolis jeux de société et de rondes à danser avec les airs notés, Paris 1821; 2. Auflage ebd. 1822; 3. Auflage ebd. 1825
- Petit manuel de la politesse, ou l’art de se présenter et de se conduire dans le monde, Paris 1822

Gemeinsam mit dem Advokaten Ch. Odiot schrieb Goujon eine Geschichte der Stadt Saint-Germain-en-Laye (Histoire de la ville et du châtau de Saint-Germain-en-Laye, suivie des recherches historiques sur les dix autres communes du Canton Saint-Germain-en-Laye, Saint-Germain-en-Laye 1815), der er in der zweiten, erweiterten Ausgabe (ebd. 1829) auf Erfahrung gegründete Verbesserungsvorschläge in Bezug auf die Verwaltung, Polizei und Wirtschaft hinzufügte.